# Museu de Arte Sacra da Horta
O Museu de Arte Sacra da Horta, outrora Museu de Arte Sacra e Etnografia Religiosa, é um espaço museológico localizado na cidade e concelho da Horta, na ilha do Faial, nos Açores e tem o seu acervo instalado nas dependências da Igreja de Nossa Senhora do Carmo.
Na totalidade do seu acervo ao redor da ilha, constitui o maior espólio de Arte Sacra dos Açores, com mais de mil peças.

## História
O museu nasceu de um compromisso do professor e Monsenhor Júlio da Rosa em inventariar e reunir peças de Arte Sacra em redor da ilha na década de 50 do século XX. As peças recolhidas pertenciam tanto a particulares como a paróquias ou irmandades e tinham valor histórico e/ou artístico, tendo sido um processo que se prolongou por mais de seis décadas.
Após diversos anos de esforços, foi criado em 1963 o Museu de Arte Sacra e Etnografia Religiosa do Faial e aberto ao público com a inauguração a 31 de maio de 1965 na Igreja de Nossa Senhora do Rosário, onde funcionou até ao final do século, tendo encerrado devido à falta de condições do espaço derivado aos estragos causados pelo sismo de 1998.

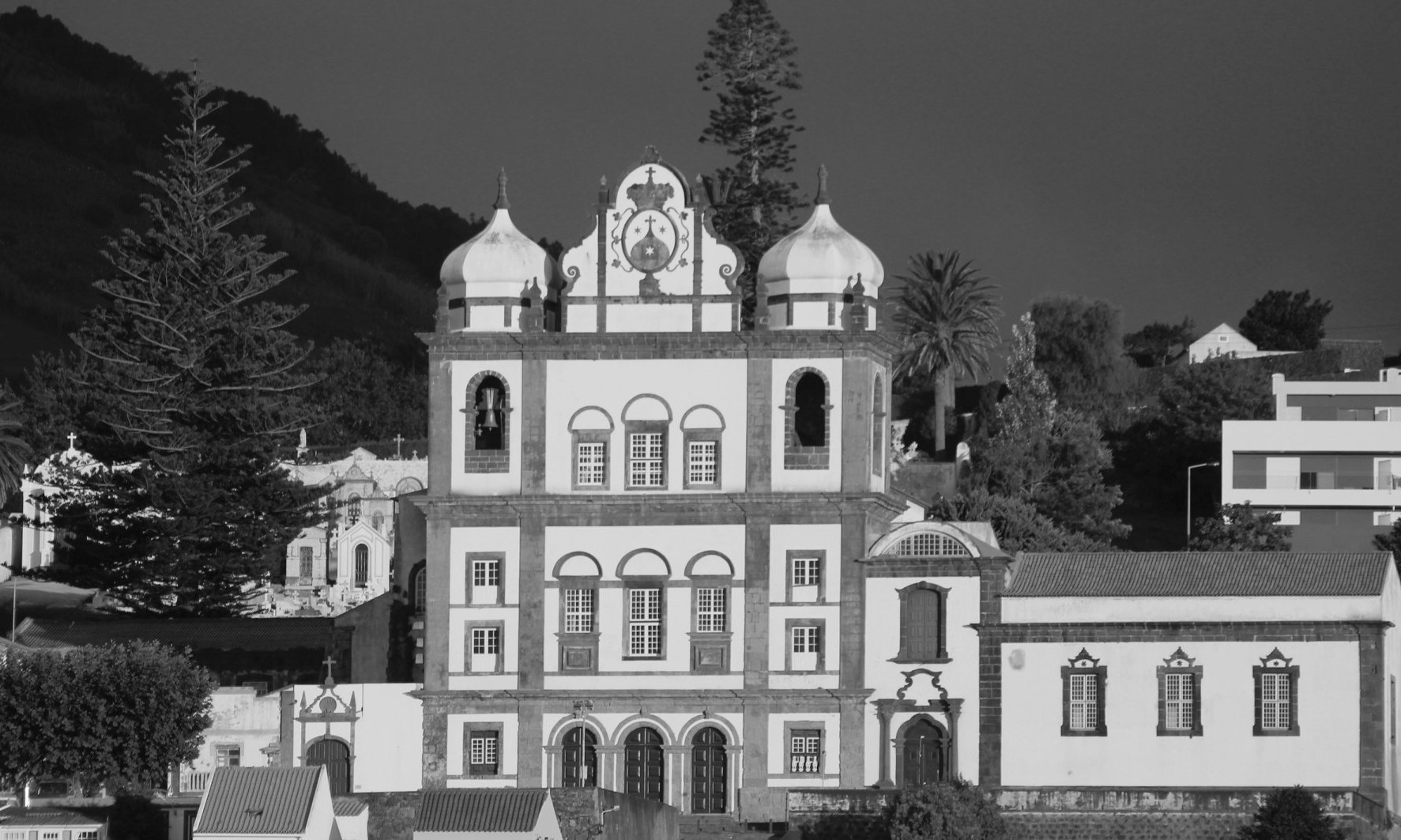
Igreja de Nossa Senhora do Carmo, sede do museu.

Seguido do encerramento, teve o espólio acondicionado e armazenado à guarda do Museu da Horta, onde foi instalada uma pequena exposição do seu núcleo (ainda hoje visitável), tendo o restante aguardado em depósito por mais de duas décadas por definições e pela conclusão dos trabalhos de restauro da Igreja do Carmo, espaço com anexos amplos e desejado para a sua instalação definitiva.
E foi assim que, após concluídas todas as diligências, abriu definitivamente como Museu de Arte Sacra da Horta a 29 de Maio de 2021 nas dependências da referida igreja, numa iniciativa liderada pelo município da Horta e pela Ordem Terceira do Carmo.

## Acervo
O rico espólio do museu é constituído por uma coleção de esculturas Flamengas do século XVI e outras imagens dos séculos XVII e XVIII, talha dourada, azulejaria e pinturas e ainda, o mobiliário sacro, a paramentaria do século XVII e as pratas dos séculos XVI, XVII e XVIII, entre outras peças datadas desde o século XIV, entre as quais uma Cruz Flamenga, um dos primeiros objetos religiosos trazidos para as ilhas durante o povoamento, na época dos descobrimentos portugueses.
Destas coleções, são proprietárias diversas instituições, entre as quais a Diocese de Angra, as ordens terceiras do Carmo e de São Francisco da Horta, Matriz do Santíssimo Salvador e parte da coleção pessoal do Monsenhor Júlio da Rosa.
O espólio do museu encontra-se exposto em forma de narrativa, de acordo com os seguintes núcleos expositivos:
- A Fé gerando a Arte: Esculturas devocionais
- Ao ritmo da Liturgia: Paramentos e Alfaias
- Vivências do Tempo da Quaresma: Os Santos da Penitência (Ordem Terceira de São Francisco)
- Vivências Quaresmais: A Procissão do Triunfo (Ordem Terceira do Carmo)